# Dixie McNeil
Pour les articles homonymes, voir McNeil.
Richard McNeil, plus connu sous le nom de Dixie McNeil (né le 16 janvier 1947 à Melton Mowbray dans le Leicestershire), est un joueur de football anglais qui évoluait au poste d'attaquant, avant de devenir ensuite entraîneur.

## Biographie

### Carrière de joueur
Avec le club de Wrexham, il joue quatre matchs en Coupe d'Europe des vainqueurs de coupe, inscrivant deux buts.

## Palmarès

### Palmarès de joueur
| Hereford United - Championnat d'Angleterre D3 : - Meilleur buteur : 1974-75 (31 buts) et 1975-76 (35 buts). - Coupe du pays de Galles : - Finaliste : 1975-76. |  | Wrexham - Championnat d'Angleterre D3 (1) : - Champion : 1977-78. - Coupe du pays de Galles (1) : - Vainqueur : 1977-78. - Finaliste : 1978-79. |

### Palmarès d'entraîneur
Wrexham
- Coupe du pays de Galles (1) :
  - Vainqueur : 1985-86.
  - Finaliste : 1987-88.